# Miroslav Koranda
Miroslav Koranda (6 de noviembre de 1934-6 de octubre de 2008) fue un deportista checoslovaco que compitió en remo como timonel.
Participó en dos Juegos Olímpicos de Verano en los años 1952 y 1956, obteniendo una medalla de oro en Helsinki 1952 en la prueba de cuatro con timonel. Ganó tres medallas en el Campeonato Europeo de Remo, entre los años 1953 y 1957.

## Palmarés internacional
| Juegos Olímpicos   | Juegos Olímpicos       | Juegos Olímpicos  | Juegos Olímpicos   |
| Año                | Lugar                  | Medalla           | Prueba             |
| ------------------ | ---------------------- | ----------------- | ------------------ |
| 1952               | Helsinki (Finlandia)   | Medalla de oro    | Cuatro con timonel |
| Campeonato Europeo |                        |                   |                    |
| Año                | Lugar                  | Medalla           | Prueba             |
| 1953               | Copenhague (Dinamarca) | Medalla de oro    | Cuatro con timonel |
| 1956               | Bled (Yugoslavia)      | Medalla de oro    | Ocho con timonel   |
| 1957               | Duisburgo (RFA)        | Medalla de bronce | Ocho con timonel   |